# Ếch graham
Ếch graham (Odorrana grahami) là một loài ếch trong họ Ranidae. Chúng được tìm thấy ở Trung Quốc, Việt Nam, và có thể Myanmar.
Các môi trường sống tự nhiên của chúng là rừng mây ẩm nhiệt đới và cận nhiệt đới, vùng đất có cây bụi nhiệt đới hoặc cận nhiệt đới, vùng đồng cỏ ôn đới, đồng cỏ nhiệt đới hoặc cận nhiệt đới vùng ngập nước hoặc lụt theo mùa, sông, và đầm nước ngọt. Nó ngày càng hiếm gặp do mất môi trường sống.